# پوپوواتس (ولیکو گرادیشته)
پوپوواتس (به صربی: Popovac) یک منطقهٔ مسکونی در صربستان است که در ولیکو گردیشت واقع شده‌است. پوپوواتس ۱۹۰ نفر جمعیت دارد.